# Stomphastis crotonis
Stomphastis crotonis är en fjärilsart som beskrevs av Lajos Vári 1961. Stomphastis crotonis ingår i släktet Stomphastis och familjen styltmalar.
Artens utbredningsområde är Namibia. Inga underarter finns listade i Catalogue of Life.